# Robert Duncan McNeill
Robert Duncan McNeill (* 9. listopadu 1964 Raleigh, Severní Karolína) je americký herec, producent a režisér.
Vyrůstal v Atlantě, kde již v mládí zahájil svoji hereckou kariéru v místních a regionálních produkcích. Po přijetí na newyorskou Juilliard School se stal profesionálním hercem, získal roli v mýdlové opeře All My Children, hrál též v akčním sci-fi Vládci vesmíru (1987) a objevil se v seriálech The Twilight Zone a A Message From Charity. Než se přestěhoval do Los Angeles, hrál na začátku 90. let v broadwayské inscenaci Six Degrees of Separation. V průběhu následujícího desetiletí hostoval např. v seriálech Mírová bojiště, To je vražda, napsala, Právo v Los Angeles či Quantum Leap, v letech 1992 a 1993 měl větší roli v seriálu Going to Extremes. Roku 1992 se jako host objevil ve sci-fi seriálu Star Trek: Nová generace, kde v epizodě „Základní povinnost“ ztvárnil kadeta Hvězdné flotily Nicka Locarna. Podle této postavy vznikl o tři roky později podporučík Tom Paris, jedna z hlavních postav seriálu Star Trek: Vesmírná loď Voyager (1995–2001), jehož roli McNeill také dostal. Na začátku 21. století svoji hereckou filmovou a televizní kariéru de facto ukončil. Objevil se pouze v drobných rolích v seriálech 24 hodin a Chuck, roku 2021 namluvil postavu Toma Parise v animovaném seriálu Star Trek: Lower Decks.
Jako režisér působil poprvé v několika epizodách Vesmírné lodi Voyager. Sám napsal, produkoval a režíroval dva krátké snímky The Battery a 9 mm of Love, poté se začal věnovat režírování epizod televizních seriálů. Podílel se tak na natáčení seriálů Dawsonův svět, Everwood, Star Trek: Enterprise, Mrtví jako já, O.C., Las Vegas: Kasino, Kalifornské léto, Lovci duchů, Zoufalé manželky, Medium, Policejní vyjednavači, Devět rukojmí, Zastánci blahobytu, In Case of Emergency, What About Brian, My Boys, Samantha Who? či V. Od roku 2007 působil jako producent a režisér některých epizod seriálu Chuck.